# Chthonius hiberus
Chthonius hiberus är en spindeldjursart som beskrevs av Beier 1930. Chthonius hiberus ingår i släktet Chthonius och familjen käkklokrypare. Inga underarter finns listade i Catalogue of Life.